# Зернистый новозеландский геккон
Зернистый новозеландский геккон (лат. Mokopirirakau granulatus) — вид ящериц семейства Diplodactylidae. Эндемик Новой Зеландии.

## Внешний вид
Крупный геккон длиной тела без хвоста до 9,8 см и массой до 16 г. Неповреждённый хвост обычно длиннее тела. Верхняя поверхность тела покрыта зернистыми чешуйками. Особенно это заметно на конце морды. Глаза серые, оливковые или коричневые, с чёрным рисунком на радужине. Зрачок вертикальный. На нижней стороне пальцев находятся по 11—14 подпальцевых пластинок.
Окраска сильно варьирует. Спинная сторона тела как правило серая, коричневая, оливковая или зеленоватая, иногда с ярко-жёлтыми, оранжевыми или розовыми пятнами. На верхушке голове отчётливо видна V-образная отметина. От глаза до ушного отверстия проходит белая полоса. По спине обычно проходят поперечные W-образные полосы, продолжающиеся на хвосте. Рисунок в целом напоминает лишайник или кору дерева. Бока также покрыты подобными пятнами. Брюшная сторона кремовая с тёмными крапинками или пятнами. Язык оранжевый или бледно-розовый. Подошвы ног бледно-жёлтые или кремовые.

## Распространение
Обитает на Северном и Южном островах Новой Зеландии, являясь эндемиком этой страны. На острове Северный распространён от южного Таранаки до юга Бей-оф-Айлендс, а также на некоторых прибрежных островах. На Южном острове — от Марлборо до Нельсона, Тасмана и Уэстленда.

## Образ жизни
Населяет леса, заросли кустарников, поля и обрывы скал. Днём прячется под корой, в полых стволах деревьев и листве, а также под каменными плитами и в трещинах. Известен также из пригородных зон, где живёт в садах и прячется под деревянными настилами и мебелью. 
Суточная активность нерегулярная. Ведёт преимущественно древесный образ жизни, но может также передвигаться по земле. При беспокойстве широко открывает рот, показывая ярко-оранжевую пасть. Питается в основном беспозвоночными, иногда цветочным нектаром и плодами. Спаривание происходит в апреле—мае. В январе—апреле самка рождает 1 или 2 детёнышей длиной около 3,5 см.

## Охранный статус
С 1970-х годов численность зернистого новозеландского геккона снижалась из-за охоты на него инвазионных млекопитающих и потери мест обитания. В связи с этим Международный союз охраны природы присвоил виду статус «уязвимого».